# アニー・ワーシング
アニー・ワーシング （英語: Annie Wersching, 1977年3月28日 - 2023年1月29日 ）は、アメリカ合衆国の女優。

## 来歴
アメリカ合衆国・ミズーリ州セントルイスでオーストリア人の家系にて生まれ、主に同州で育った。早期よりアイリッシュダンスに引き寄せられ、彼女はセントルイス・ケリティック・ステップダンサーズに所属した 。地元セントルイスにある高校を卒業後、ミリキン大学で学び、1999年にミュージカルシアターの学位を取得した。
彼女は『スタートレック:エンタープライズ』にゲスト出演して以降『チャームド』、『スタートレック:エンタープライズ』、『コールドケース 迷宮事件簿』、『異常犯罪捜査班S.F.P.D.』、『スーパーナチュラル』、『NCIS 〜ネイビー犯罪捜査班』、『CSI:科学捜査班』、『リゾーリ&アイルズ ヒロインたちの捜査線』、『ハワイファイブオー』などテレビ・シリーズを中心にゲスト出演している。
彼女は、ABCのテレビシリーズ『ジェネラル・ホスピタル』ではアミエラ・ジョフイ役でレギュラー出演。テレビシリーズ『24 -TWENTY FOUR-』ではFBI特殊捜査官であるルネ・ウォーカー役で出演した。
2009年9月、俳優でコメディアンでもあるスティーブン・フルと結婚。翌年8月に長男を出産した。2013年2月28日に第2子の妊娠を発表。同年8月に次男を出産した。
2013年、テレビドラマ『TOUCH/タッチ』の第2シーズンにセラピスト役でゲスト出演し、また『レボリューション』にも主要キャラクターの元恋人役でゲスト出演した。
ワーシングはその後も俳優活動を続けていたが、2020年に癌と診断された。2023年1月29日、ロサンゼルスで45歳の生涯を閉じた。

## 主な出演作品

### テレビシリーズ
| 放映年    | 邦題 原題                                                            | 役名                           | 備考          |
| --------- | -------------------------------------------------------------------- | ------------------------------ | ------------- |
| 2002      | スタートレック:エンタープライズ Star Trek: Enterprise                | リアナ                         | 1エピソード   |
| 2003      | そりゃないぜ!? フレイジャー Frasier                                  | エステティシャン               | 1エピソード   |
| 2003      | エンジェル Angel                                                     | マーガレット                   | 1エピソード   |
| 2004      | チャームド 魔女3姉妹 Charmed                                         | Demonatrix Two                 | エピソード    |
| 2005      | 異常犯罪捜査班S.F.P.D. Killer Instinct                               | セシリア・ジョンソン           | 1エピソード   |
| 2006      | コールドケース 迷宮事件簿 Cold Case                                  | リビー・ブラッドレー（1979年） | 1エピソード   |
| 2006      | ボストン・リーガル Boston Legal                                      | エレン・タナー                 | 1エピソード   |
| 2007      | スーパーナチュラル Supernatural                                      | スーザン・トンプソン           | 1エピソード   |
| 2007      | ジェネラル・ホスピタル General Hospital                              | アメリア                       | 80エピソード  |
| 2007      | ジャーニーマン 時空を越えた赤い糸 Journeyman                         | ディアナ・ブルーム             | 1エピソード   |
| 2009-2010 | 24 -TWENTY FOUR- 24                                                  | ルネ・ウォーカー               | 37エピソード  |
| 2010      | CSI:科学捜査班 CSI: Crime Scene Investigation                        | プリシラ・プレスコット         | 1エピソード   |
| 2010      | NCIS 〜ネイビー犯罪捜査班 NCIS: Naval Criminal Investigative Service | ゲイル・ウォルシュ             | 1エピソード   |
| 2011      | パワー・オブ・フォー 普通じゃない家族 No Ordinary Family             | ミシェル・コッテン             | 1エピソード   |
| 2011      | リゾーリ&アイルズ ヒロインたちの捜査線 Rizzoli & Isles               | ニコール・マテオ               | 1エピソード   |
| 2011      | Hawaii Five-0                                                        | サマンサ                       | 1エピソード   |
| 2012      | 続ハリーズ・ロー 裏通り法律事務所 Harry's Law                        | パトリシア・スタンホープ       | 1エピソード   |
| 2013      | ボディ・オブ・プルーフ 死体の証言 Body of Proof                      | イヴォンヌ                     | 2エピソード   |
| 2013      | ダラス Dallas                                                        | アリソン・ジョーンズ           | 4エピソード   |
| 2013      | TOUCH/タッチ Touch                                                   | ケイト・ゴードン               | 1エピソード   |
| 2013      | レボリューション Revolution                                          | エマ                           | 2エピソード   |
| 2013      | キャッスル 〜ミステリー作家は事件がお好き Castle                     | ケリー・ニーマン               | 1エピソード   |
| 2014      | エクスタント Extant                                                  | フェミ・ドッド                 |               |
| 2014-2016 | BOSCH/ボッシュ Bosch                                                 | ジュリア・ブレイシャー         | 11エピソード  |
| 2016-2017 | Major Crimes 〜重大犯罪課 Major Crimes                               | リズ・ソト                     | １エピソード  |
| 2017-2018 | タイムレス Timeless                                                  | エマ・ウィットモア             | 13エピソード  |
| 2019-2022 | ザ・ルーキー 40歳の新米ポリス!? The Rookie                           | ロザリンド・ダイアー           | シーズン2,3,5 |
| 2022      | スタートレック:ピカード Star Trek: Picard                            | ボーグ・クイーン               | リカーリング  |

### 映画
| 公開年 | 邦題 原題                               | 役名           | 備考 |
| ------ | --------------------------------------- | -------------- | ---- |
| 2003   | ブルース・オールマイティ Bruce Almighty | パーティの女性 |      |
| 2010   | Below the Beltway                       | ダーシー       |      |